# Jürgen Wohlgemuth

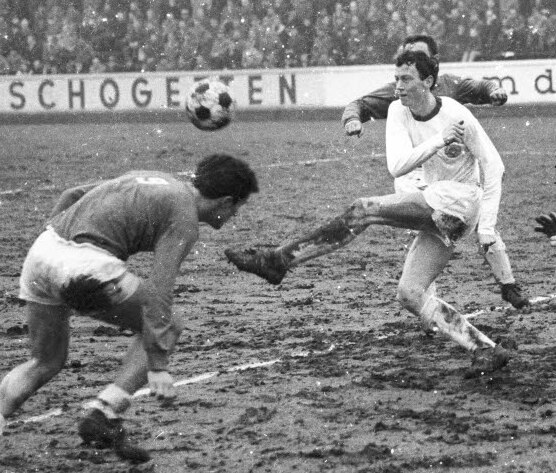
Jürgen Wohlgemuth (re.) im Fußballspiel Holstein Kiel gegen Arminia Hannover (1967)

Jürgen Wohlgemuth (* 13. Oktober 1947) ist ein ehemaliger deutscher Fußballspieler. Der Abwehrspieler absolvierte für den VfL Osnabrück von 1974 bis 1977 in der 2. Fußball-Bundesliga 103 Spiele, in welchen er insgesamt sieben Tore erzielte.

## Laufbahn
Der Nachwuchsspieler debütierte unter Trainer Rudi Faßnacht am 27. September 1966 beim Heimspiel gegen den VfV Hildesheim in der damals zweitklassigen Fußball-Regionalliga Nord in der Ligaelf von Holstein Kiel. Beim 1:0-Heimerfolg bildete er zusammen mit Lothar Kröpelin und Uwe Witt die Läuferreihe im WM-System der Kieler „Störche“. Am Rundenende hatte Wohlgemuth 26 Ligaeinsätze absolviert und Kiel war mit dem erreichten dritten Rang knapp am Einzug in die Aufstiegsrunde zur Fußball-Bundesliga gescheitert. Im zweiten Regionalligajahr, 1967/68, steigerte er zwar seine persönliche Bilanz auf 30 Einsätze und erzielte dabei drei Tore, aber Holstein rutschte in das Tabellenmittelfeld ab und belegte den achten Rang. Trainer Faßnacht setzte ihn in dieser Runde öfters als Mittelläufer ein. Nach 56 Regionalligaeinsätzen (3 Tore) schloss er sich Trainer Faßnacht an, der zur Runde 1968/69 nach Süddeutschland wechselte und den FC Villingen 08 in der Fußball-Regionalliga Süd übernahm.
Der kopfballstarke Defensivakteur gehörte auch im südbadischen Villingen sofort der Stammbesetzung des FC 08 aus dem Stadion am Friedensgrund an. An der Seite des ehemaligen Bundesligaakteurs Klaus Bockisch und Torjäger Gerd Klier (33-22) half er in allen 34 Rundenspielen mit, dass Villingen mit dem 13. Platz den Klassenerhalt realisierte. In seiner zweiten Villinger Saison, 1969/70, schob sich das Faßnacht-Team auf den neunten Rang und Wohlgemuth war in 37 Spielen vor Torhüter Karl Armbrust zum Einsatz gekommen. Sportlicher Höhepunkt war aber das Spiel am 3. Januar 1970 im DFB-Pokal in der ersten Hauptrunde gegen den Hamburger SV, das vor der Rekordkulisse von 15.149 Zuschauern mit 1:3 Toren verloren wurde. Die FC-Stürmer Walter Hohnhausen und Gerd Klier konnten sich dabei nicht entscheidend gegen die HSV-Abwehr um Arkoc Özcan und Willi Schulz durchsetzen. Nach drei Jahren mit insgesamt 106 Regionalligaeinsätzen für Villingen zog es Wohlgemuth wieder nach Norddeutschland. Er unterzeichnete bei der Mannschaft vom Stadion an der Bremer Brücke, dem Serienmeister der Jahre 1969 bis 1971, dem VfL Osnabrück, einen neuen Vertrag zur Runde 1971/72.
Mit den Lila-Weißen wurde der Pädagogikstudent 1972 und 1973 jeweils Vizemeister in der Regionalliga Nord, scheiterte aber in den folgenden Aufstiegsrunden, wo er 15 Spiele absolvierte. Sein Debüt beim VfL gab er am 15. August 1971 beim 1:0-Auswärtserfolg bei Leu Braunschweig unter Trainer Erwin Türk an der Seite der Mitspieler Werner Kamper (Torhüter), Karl-August Tripp, Friedhelm Holtgrave, Reinhard Wasner, Gerhard Elfert und Volker Graul. Im letzten Jahr der alten Regionalligazweitklassigkeit, 1973/74, wurde er mit Osnabrück Dritter. Der VfL war für den neuen Unterbau der Bundesliga, die 2. Fußball-Bundesliga, zur Saison 1974/75 in der Nordstaffel qualifiziert. In drei Runden absolvierte Wohlgemuth von 1974/75 bis 1976/77 unter den Trainern Klaus-Dieter Ochs, Reinhold Ertel und Siegfried Melzig für Osnabrück 103 Pflichtspiele in der 2. Bundesliga und erzielte dabei sieben Tore. Er gehörte durchgehend der VfL-Stammformation an und erreichte 1976 mit dem sechsten Rang die beste Platzierung. Sein letztes Punktespiel in der 2. Bundesliga bestritt der Abwehrspieler am 37. Spieltag der Saison 1976/77, am 15. Mai 1977, bei der 1:3-Auswärtsniederlage gegen Arminia Bielefeld. Insgesamt wird er beim VfL Osnabrück von 1971 bis 1977 mit 191 Punktspielen und 14 Toren geführt.
Nach einem Leistenbruch und dem bestandenen zweiten Staatsexamen gab er im Sommer 1977 seinem Beruf des Pädagogen den Vorzug und beendete seine Lizenzspielerkarriere. Ab dem 1. Februar 1978 war er beim 1. FC Phönix Lübeck im Leistungsbereich des Amateurfußballs aktiv. Er spielte später bis September 1980 beim Oberligisten FC St. Pauli.